# 奇普羅夫齊角
奇普羅夫齊角（英語：Chiprovtsi Point），是南極洲的海岬，位於南設得蘭群島的拉吉德島北岸，處於錫米特利角以西1.16公里、謝菲爾德角東南面1.75公里和開始角西南面3.9公里，現時由南極條約體系管理。